# Massiccio Molar
Il massiccio Molar (in inglese, letteralmente, "massiccio Molare") è un massiccio montuoso che si estende in direzione nord-ovest/sud-est, situato nella regione nord-occidentale della Dipendenza di Ross, in Antartide. In particolare questo gruppo si trova nell'entroterra della costa di Oates, nella parte centro meridionale dei monti Bowers, ed è delimitato, a ovest, dal ghiacciaio Sledgers e, a est, dal ghiacciaio Leap Year, mentre dal suo versante sud prende inizio il ghiacciaio Evison. Tra le formazioni maggiori di questo massiccio montuoso spiccano la cresta Incisor, a ovest, e il picco Dentine, nella parte nordorientale, il quale, con i suoi 2210 m di altezza, è la vetta più alta del massiccio.

## Storia
Il massiccio Molar fu fotografato durante ricognizioni aeree svolte dalla marina militare statunitense nel 1960-64, e quindi mappato da membri dello United States Geological Survey. Tale nome fu invece attribuito alla formazione da parte del comitato consultivo dei nomi antartici in virtù della forma di dente molare che essa ricorda se vista dall'alto.